# Europsko prvenstvo gluhih u rukometu 2012.
Europsko prvenstvo gluhih u rukometu 2012. godine bilo je 10. europsko prvenstvo u športu rukometu za gluhe osobe.
Održalo se je od 14. do 21. travnja 2012. godine u Italiji u Ligano Sabbiadoreu Udine. Predstavnik je bio Dogan Ozdemir, a tehnički direktor Mario Lušić iz Hrvatske.

## Natjecateljski sustav
Igralo se po jednokružnom liga-sustavu.

## Sudionici
Natjecale su se ove reprezentacije: Hrvatska, Njemačka, Mađarska, Italija, Srbija i Turska.

## Rezultati
Konačna ljestvica:

## Završni poredak
Završni poredak.
| Momčadi |          |
| Zlato   | Hrvatska |
| Srebro  | Turska   |
| Bronca  | Srbija   |
| 4.      | Njemačka |
| 5.      | Mađarska |
| 6.      | Italija  |

| Europski prvaci 2012. |
| --------------------- |
| Hrvatska Treći naslov |

## Vanjske poveznice
- Poster European Deaf Sports Organisation